# Cultura de Cantabria

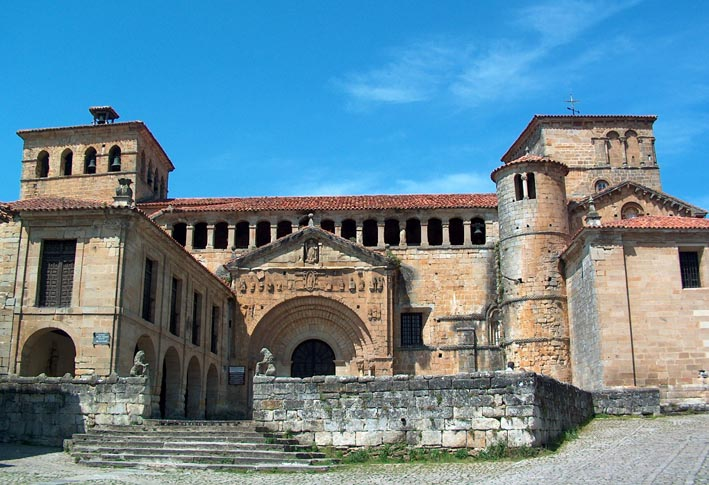
Vista frontal de la colegiata de Santillana del Mar, de estilo románico.

Cantabria, comunidad autónoma de España, es un territorio montañoso e históricamente incomunicado, tanto entre sus poblaciones como con el resto de la península ibérica, cuyos límites fueron fijados en 1833 con la creación de la provincia de Santander. Sus circunstancias geográficas e históricas crearon regiones heterogéneas y particulares, a su vez altamente influenciadas por la cultura castellana en los mayores núcleos de población, especialmente en Santander. Por ello la cultura cántabra resulta de la unión de diferentes manifestaciones culturales, a veces comunes y en otras ocasiones aisladas. Durante las edades Moderna y Contemporánea, y especialmente durante los siglos XVIII y XIX, el nombre de Cantabria representaba un territorio histórico por definir y convivía en la actual comunidad autónoma con otros. La denominación Cantabria para la provincia de Santander acabó prefiriéndose tanto entre los intelectuales como popularmente, dando lugar al regionalismo cántabro. Es a partir de entonces cuando puede hablarse con propiedad de una cultura cántabra en detrimento de una cultura en Cantabria, y cuando se ponen de relieve las características comunes de sus valles y costas frente a sus diferencias.

## Etnografía

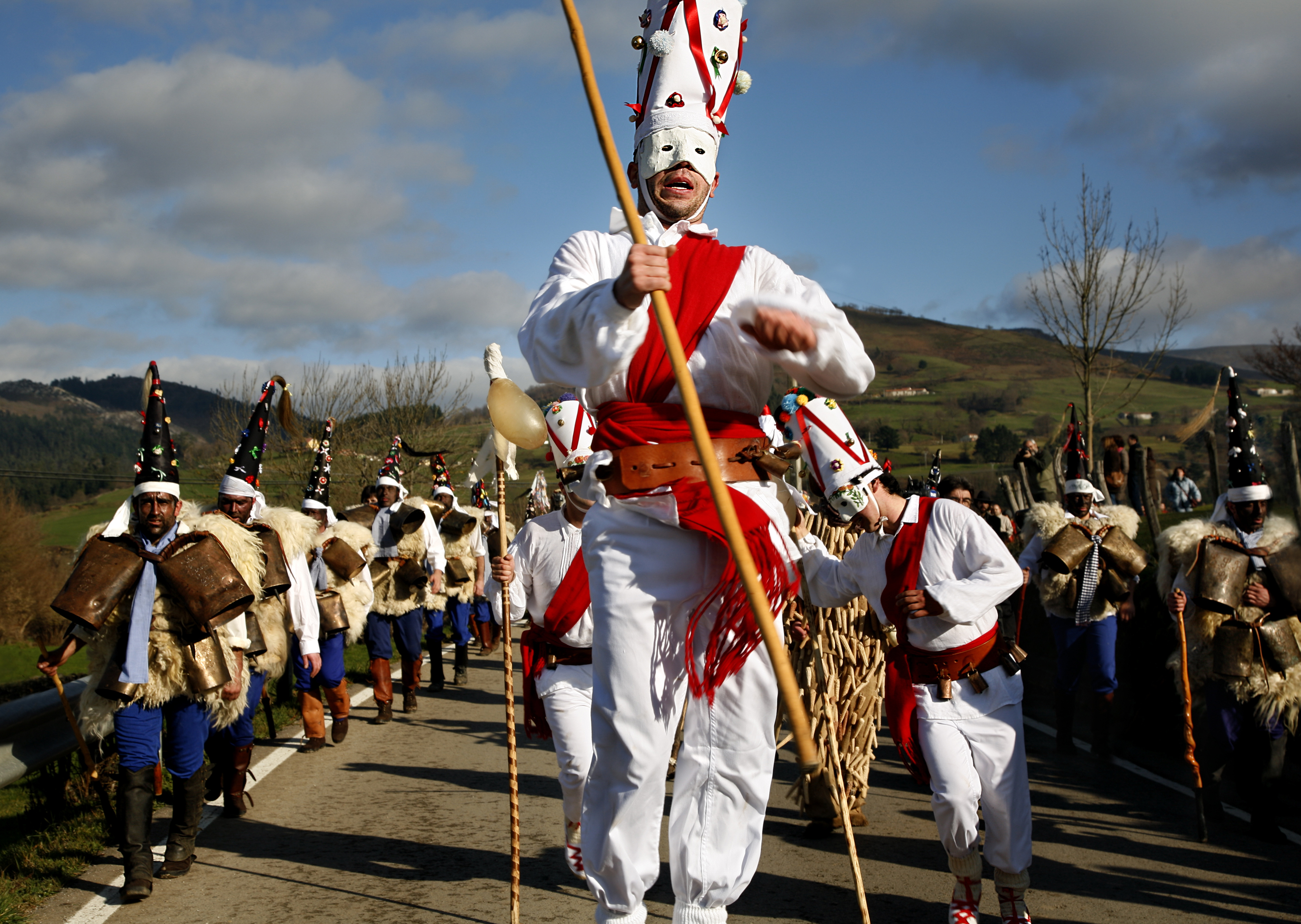
La mascarada de La Vijanera, de origen prerromano, es la muestra viva de la supervivencia de los cultos arcaicos a la naturaleza en Cantabria.

Desde tiempos anteriores a la conquista romana de Cantabria parece ser que los cántabros formaron parte de una extensa área cultural que abarcaría casi todo el norte de la península ibérica que coincidirían con las características etnográficas de Cantabria con respecto a otras regiones de su zona.
Sobre su homogeneidad ya en época prerromana resultan reveladores las palabras de Estrabón:

«[...] Así viven estos montañeses que, como dije, son los que habitan en el lado septentrional de Iberia, es decir los galaicos, astures y cántabros, hasta los vascones y el Pirineo, todos los cuales tiene el mismo modo de vivir.»
III, 4, 7

Como elementos comunes a toda el área hay que señalar, entre otros, la presencia de hórreos, el uso del carro chillón o la utilización del arado cuadrangular. También se dan presentes en buena medida otro tipo de elementos culturales, ligados a la estructura social, a las tradiciones, creencias y festividades. No obstante existen diferencias apreciables respecto al resto de pueblos. Todos estos elementos configuran la tradición cántabra que constituye la esencia de la Cantabria actual, la cual, hay que resaltar, tampoco es perfectamente homogénea, sino el resultado de una superposición de culturas.

## Patrimonio idiomático
Todos los cántabros hablan castellano, cuyos orígenes muchos autores remontan a su territorio, si bien no es una teoría universalmente aceptada. De la misma manera se conservan topónimos de procedencias celtas y latinas y ajenos a las reglas del idioma castellano.
En las áreas rurales existen una serie de hablas no reconocidas oficialmente y agrupadas bajo los nombres de cántabro y montañés, del tronco asturleonés. Diversas asociaciones han solicitado su inclusión como bien de interés cultural. En 2009 el sistema asturleonés fue añadido por la UNESCO en su Libro Rojo de lenguas en peligro de extinción., en el que se menciona al cántabro como nombre disalectal alternativo de dicho sistema.

## Mitología

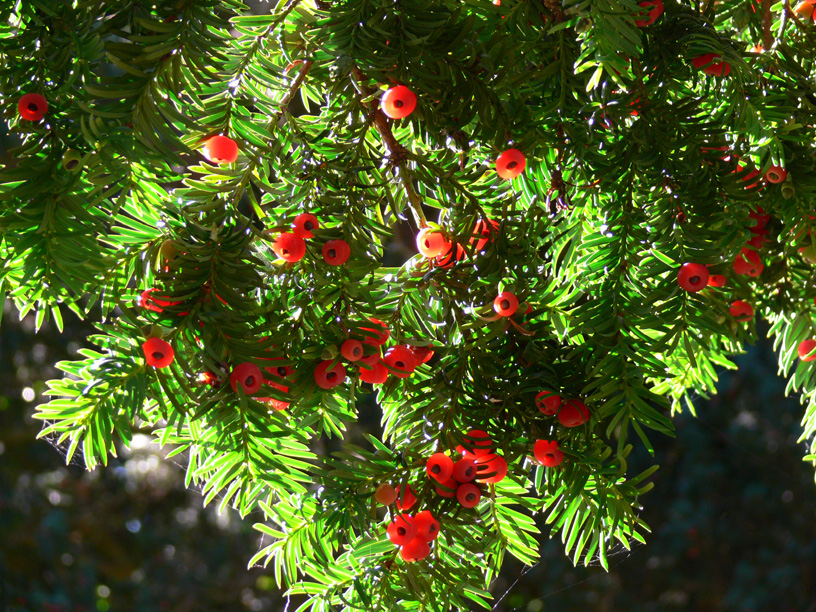
Bayas de tejo, árbol mitificado por los antiguos cántabros y cuyo misticismo se continuó en la Edad Media.

Se entiende como mitología de Cantabria la que procede de los antiguos cántabros, un pueblo prerromano que habitó un territorio más extenso que la comunidad autónoma actual y que fue escasamente romanizado. Precisamente esta circunstancia permitió la perviviencia de los cultos paganos durante los primeros siglos de nuestra era y la adaptación de otros. Los cántabros veneraban al sol, a la luna y a la naturaleza, elementos que durante la Edad Media e incluso la Edad Moderna fueron recordados y utilizados en la creación de cierto número de mitos populares.
En el territorio que hoy ocupa Cantabria se desarrollaron criaturas y ritos autóctonos, como los caballucos del Diablu, las anjanas y los ojáncanos, algunos de los cuales, por influencia celta, tienen cierta afinidad con la mitología astur.

## Religión
El Cristianismo terminó por imponerse en Cantabria como religión predominante durante la Edad Media, aunque no fue fácil para los cántabros abandonar sus antiguos ritos y tradiciones paganas. No obstante existen en la región un extenso número de necrópolis medievales cristianas; en esa época se hicieron importantes la abadía de Santa Juliana primero, que dio nombre a las Asturias de Santillana, y la abadía de los Cuerpos Santos después.
El mayor patrimonio religioso-cultural cántabro, fuera de la arquitectura, es el Camino lebaniego, que une los Caminos de Santiago del Norte con el Francés y se dirige al Monasterio de Santo Toribio de Liébana, en el municipio de Camaleño, donde se conserva un Lignum Crucis. Por Cantabria pasa también el Camino de Santiago del Norte.

## Importancia del relieve y comarcalización
El fuerte relieve cántabro es en sí mismo un elemento cultural. No sólo definió la división del territorio en distintas entidades, aún sobrevivientes en el siglo XVIII en la agrupación por valles, sino que algunas de sus cumbres eran consideradas sagradas; otras, por su preeminencia en el territorio, han sido históricamente símbolos regionales y siguen siendo elementos presentes en el imaginario popular. Es el caso de Peña Cabarga, que domina la bahía de Santander, del monte Dobra para el valle del Besaya, y más genéricamente de los montes pasiegos y los Picos de Europa.
A resultas de su geografía Cantabria cuenta con una serie de comarcas de rasgos distintivos. Aunque su historia es variada y sus extensiones menudas, pueden distinguirse seis áreas diferenciadas en la comunidad. Dos de ellas, Liébana y la Comarca del Pas, tienen rasgos propios innegables, tanto geográficos como culturales, a pesar de su afinidad con el resto de cántabros. El territorio restante guarda menos diferencias, si bien se advierten diferencias culturales entre Campoo, lindando con la meseta central, la costa occidental (hasta la bahía de Santander) y la costa oriental.
Culpa del relieve fue también que la provincia de Santander, y por extensión Cantabria, terminárase asociándose con La Montaña, nombre castellano para definir lo que hoy es el sur de Cantabria y el norte de Palencia y Burgos. Este apelativo, de origen medieval y que incluso aparece en diversos mapas históricos, fue unas veces aceptado por los cántabros, llamados por ello montañeses, y otras veces odiado. Hoy en día, a pesar de la plena aceptación del nombre de Cantabria desde la aprobación de su estatuto de autonomía en 1981, siguen utilizándose el apodo La Montaña y el gentilicio montañeses por toda la geografía cántabra.

## Arquitectura

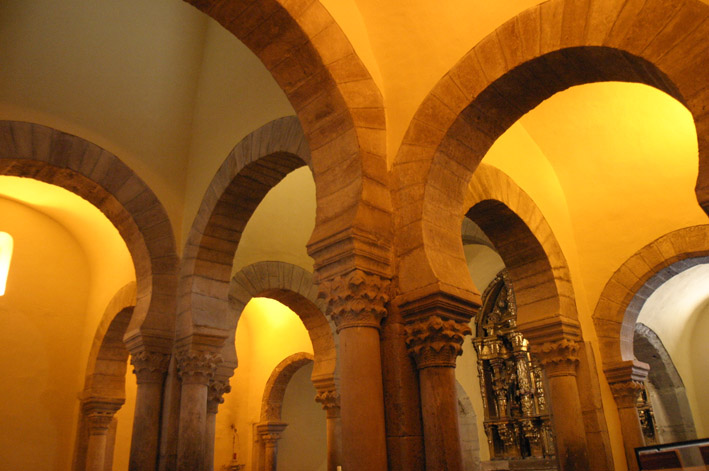
Arcos de inspiración árabe en Santa María de Lebeña.

Cantabria guarda muestras de un primitivo megalitismo prehistórico apenas estudiado y de asentamientos castrenses, similares a los celtas, popularmente habitados hasta el siglo I. La arquitectura romana es escasa en comparación con otras regiones de España, destacando la ciudad de Julióbriga.
En el territorio, reducto visigodo ante la invasión árabe de la península, se observan muestras de arquitectura mozárabe; su máximo exponente es la iglesia de Santa María de Lebeña. El Románico fue muy fuerte en los valles cántabros y se mantuvo vigente mucho tiempo debido al aislamiento geográfico de la región. Por la misma razón el Gótico fue tardío, pudiéndose encontrar buenos ejemplos aún en los siglos XV y XVI. La arquitectura civil estuvo marcada por una evolución desde la torre defensiva de los siglos X-siglo XIII hasta la casona montañesa del siglo XVIII, común a todo el territorio cántabro y primer estilo arquitectónico oriundo de la región, cuya reproducción a finales del siglo XIX y mayoritarimente, durante el siglo XX, recibiría el nombre de estilo montañés.
El Renacimiento tuvo escasa implantación, a pesar de que Juan de Herrera, principal arquitecto español de esta corriente, nació aquí. Al contrario sucedió con el Barroco, desarrollado profusamente en consonancia con la tendencia española y mezclado con los rasgos propios del estilo montañés. Con el siglo XIX llegaron los historicismos, los eclecticismos y la arquitectura en hierro, donde la única diferencia importante respecto al resto de España fue el tomar como modelo la casona montañesa. A finales del XIX se desarrolla en la localidad de Comillas un importante foco de Modernismo catalán, uno de los escasísimos que se crearon fuera de Barcelona, pero que no tuvo gran trascendencia estilística en el resto de la provincia.
La arquitectura moderna en Cantabria no figuró entre las primeras manifestaciones españolas, de modo que hubo de esperarse hasta su resurgimiento en los años 1960 para que comenzara a tener presencia.

## Pintura
Cantabria cuenta con un importantísimo patrimonio de pintura rupestre hallado en cuevas. Varias de estas cuevas son hoy patrimonio de la humanidad, destacándose varias y siendo la más conocida la cueva de Altamira. Precisamente el nombre de esta cueva lo tomó la Escuela de Altamira, importante grupo heterogéneo que, con sede en Santillana del Mar, fue el primero en intentar rescatar la vanguardia artística española tras la posguerra, fijándose en el arte abstracto.

## Escultura
La escultura de la región tuvo un gran desarrollo en el periodo barroco. Existieron entonces tres talleres, uno en Liendo, otro en Limpias y un tercero, de gran fama nacional, en Trasmiera. En el siglo XX destacó el escultor Jesús Otero.

## Literatura
Cantabria, entonces provincia de Santander, aparece en la escena nacional con una extensa literatura costumbrista repartida entre los siglos XIX y XX. Esta literatura recupera, en pleno proceso de industrialización, un pasado inmediato en parte real y en parte ya idealizado. Es con esta literatura con la que se termina de popularizar el nombre histórico de Cantabria entre los cántabros, forjándose una identidad regional conjunta. El máximo exponente fue José María de Pereda, con obras como Sotileza y Peñas arriba.